# حلوای صخره
حلوای صخره (نام علمی: Lepidopsetta bilineata) نام یک گونه از زیرخانواده راست‌رویان است.